# Upwell
Upwell är en ort och civil parish i Storbritannien.   Den ligger i grevskapet Norfolk och riksdelen England, i den sydöstra delen av landet, 120 km norr om huvudstaden London. Upwell ligger 5 meter över havet och antalet invånare är 2 456.
Terrängen runt Upwell är mycket platt. Runt Upwell är det ganska tätbefolkat, med 90 invånare per kvadratkilometer. Närmaste större samhälle är Wisbech, 8,2 km nordväst om Upwell. Trakten runt Upwell består till största delen av jordbruksmark.